# Хан, Ханс
Ханс Хан (Ганс Хан, нем. Hans Hahn, 1879—1934) — австрийский математик, внёсший вклад в развитие функционального анализа, топологии, теории множеств, вариационного исчисления, вещественного анализа и теории порядка.

## Биография
Родился в семье правительственного чиновника и журналиста еврейского происхождения Людвига Бенедикта Хана (1844—1925), сотрудника венского почтово-телеграфного бюро. Обучался в техническом вузе в Вене, также учился в Страсбурге, Мюнхене и Гёттингене. С 1905 года — преподаватель в Вене (с 1921 года — профессор). В 1905—1906 годы в Инсбруке заменял Отто Штольца. В 1909—1916 годах занимал должность экстраординарного профессора в Черновицком университете. В 1909 году женился на Элеоноре Минор (1885 — после 1967), студентке математического отделения университета, дочери литературоведа Якоба Минора (1855—1912); их дочь — австрийская киноактриса Нора Минор (1910—1995).
Также интересовался философией и до Первой мировой войны был участником дискуссионной группы, обсуждавшей позитивизм Маха вместе с Отто Нейратом и Филиппом Франком. В 1922 году помог устроить вступление Морица Шлика в группу, которая основала «Венский кружок» и которая была центром логического позитивизма в 1920-х годах. Самым известным учеником Хана был Курт Гёдель, защитившим под его его руководством диссертацию в 1929 году.
Вклад в математику включает теорему Хана — Банаха и (независимо от Банаха и Штейнгауза) принцип равномерной ограниченности (теорема Банаха — Штейнгауза). Некоторые другие результаты, связываемые с именем Хана:
- Теорема Хана о разложении[англ.];
- Теорема Хана о вложении[англ.];
- Теорема Хана — Колмогорова;
- Теорема Хана — Мазуркевича;
- Теорема Витали — Хана — Сакса[англ.].

Его сестра — математик Ольга Хан (англ. Olga Hahn-Neurath; 1882—1937) — автор трудов по алгебре высказываний, в 1904 году потеряла зрение, а в 1912 году вышла замуж за философа Отто Нейрата. Его младшая сестра — художник и график Луиза (Людовика Леопольдина) Френкель (1878—1939) — вышла замуж за художника Вальтера Френкеля (1879—1943), уроженца Бреславля, депортированного 4 марта 1943 года из Франции через Дранси в Собибор и погибшего в концлагере Майданек.